# 19e session du Comité du patrimoine mondial
La 19e session du Comité du patrimoine mondial s'est déroulée du 4 au 9 décembre 1995 à la salle des congrès de Berlin, en Allemagne.

## Participants

### États membres du comité
20 États membres du comité ont participé à la 19e session :
- Allemagne
- Australie
- Bénin
- Brésil
- Canada
- Chine
- Chypre
- Cuba
- Équateur
- Espagne
- États-Unis
- France
- Italie
- Japon
- Liban
- Malte
- Maroc
- Mexique
- Niger
- Philippines

### États observateurs
Aux côtés de ces 20 États membres, 43 États observateurs ont également participé à la 19e session du comité :
- Afghanistan
- Algérie
- Arabie saoudite
- Argentine
- Autriche
- Bahreïn
- Biélorussie
- Bolivie
- Bosnie-Herzégovine
- Bulgarie
- Cambodge
- Chili
- Colombie
- Corée du Sud
- Croatie
- Danemark
- Finlande
- Grèce
- Hongrie
- Inde
- Indonésie
- Lituanie
- Malaisie
- Mongolie
- Népal
- Norvège
- Pakistan
- Pérou
- Pologne
- Portugal
- Roumanie
- Russie
- Sénégal
- Slovaquie
- Slovénie
- Sri Lanka
- Suède
- Suisse
- Tchéquie
- Thaïlande
- Turquie
- Uruguay
- Vatican

## Inscriptions

### Patrimoine mondial
Le Comité vote l'inscription de 29 biens sur la liste du patrimoine mondial : 23 culturels et 6 naturels. La liste compte alors 468 biens protégés.
Le Chili, la Corée du Sud, le Laos, les Pays-Bas et l'Uruguay connaissent leurs premières inscriptions.
Les critères indiqués sont ceux utilisés par l'Unesco depuis 2005, et non pas ceux employés lors de l'inscription des sites. Par ailleurs, les superficies mentionnées sont celles des biens actuels, qui ont pu être modifiées depuis leur inscription.
| Id. | Bien | Pays                 | Superficie (ha) | Critères et notes | Coordonnées                                                 | Illus. |
| --- | --- | -------------------- | --------------- | --- | ----------------------------------------------------------- | ------ |
| 720 | Site fossilifère de Messel                                                                                     | Allemagne            | 42              | Naturel, (viii) | 49° 55′ 01″ N, 8° 45′ 14″ E                                 |        |
| 741 | Le Vieux Lunenburg                                                                                             | Canada               | 33              | Culturel, (iv), (v) | 44° 22′ 34″ N, 64° 18′ 32″ O                                |        |
| 354 | Parc international de la paix Waterton-Glacier                                                                 | Canada et États-Unis | 457 614         | Naturel, (vii), (x) | 48° 59′ 46″ N, 113° 54′ 14″ E                               |        |
| 715 | Parc national de Rapa Nui                                                                                      | Chili                | 6 666           | Culturel, (i), (iii), (v) | 27° 09′ S, 109° 27′ O                                       |        |
| 742 | Centre historique de Santa Cruz de Mompox (es)                                                                 | Colombie             | 54              | Culturel, (iv), (v) | 9° 13′ 59″ N, 74° 25′ 48″ O                                 |        |
| 744 | Parc archéologique de San Agustín                                                                              | Colombie             |                 | Culturel, (iii) | 1° 55′ 01″ N, 76° 13′ 59″ O                                 |        |
| 743 | Parc archéologique national de Tierradentro                                                                    | Colombie             | 39              | Culturel, (iii) | 2° 34′ 59″ N, 76° 01′ 59″ O                                 |        |
| 736 | Grotte de Seokguram                                                                                            | Corée du Sud         |                 | Culturel, (i), (iv) Renommé en 1999 « Grotte de Seokguram et temple Bulguksa ».                                                                                   | 35° 46′ 59″ N, 129° 21′ 00″ E                               |        |
| 738 | Sanctuaire de Jongmyo                                                                                          | Corée du Sud         | 19              | Culturel, (iv) | 37° 33′ 00″ N, 126° 58′ 59″ E                               |        |
| 737 | Temple d'Haeinsa Janggyeong Panjeon, les dépôts des tablettes du Tripitaka Koreana                             | Corée du Sud         |                 | Culturel, (iv), (vi) | 35° 48′ N, 128° 06′ E                                       |        |
| 695 | Cathédrale de Roskilde                                                                                         | Danemark             | 0,4             | Culturel, (ii), (iv) | 55° 38′ 35″ N, 12° 04′ 48″ E                                |        |
| 721 | Parc national des grottes de Carlsbad                                                                          | États-Unis           | 18 926          | Naturel, (vii), (viii) | 32° 10′ 59″ N, 104° 27′ 00″ O                               |        |
| 228 | Centre historique d'Avignon                                                                                    | France               | 8,2             | Culturel, (i), (ii), (iv) Renommé en 2006 « Centre historique d'Avignon : palais des papes, ensemble épiscopal et pont d'Avignon ».                               | 43° 57′ 11″ N, 4° 48′ 22″ E                                 |        |
| 725 | Grottes du karst d'Aggtelek et du karst de Slovaquie                                                           | Hongrie et Slovaquie | 56 651          | Naturel, (viii) Étendu en 2000 à la grotte de glace de Dobšiná | 48° 39′ 50″ N, 20° 18′ 22″ E                                |        |
| 726 | Centre historique de Naples                                                                                    | Italie               | 1 021           | Culturel, (ii), (iv) | 40° 51′ 04″ N, 14° 15′ 47″ E                                |        |
| 717 | Centre historique de Sienne                                                                                    | Italie               | 170             | Culturel, (i), (ii), (iv) | 43° 19′ 08″ N, 11° 19′ 55″ E                                |        |
| 730 | Crespi d'Adda                                                                                                  | Italie               |                 | Culturel, (iv), (v) | 45° 35′ 35″ N, 9° 32′ 17″ E                                 |        |
| 733 | Ville de Ferrare                                                                                               | Italie               |                 | Culturel, (ii), (iii), (iv), (v), (vi) Étendu en 1999 au delta du Pô et à l'abbaye de Pomposa ; renommé « Ferrare, ville de la Renaissance, et son delta du Pô ». | 44° 50′ 17″ N, 11° 37′ 08″ E                                |        |
| 734 | Villages historiques de Shirakawa-gō et Gokayama                                                               | Japon                | 68              | Culturel, (iv), (v) Le bien comprend deux sites : Shirakawa et Gokayama.                                                                                          | 36° 16′ 16″ N, 136° 53′ 56″ E 36° 25′ 34″ N, 136° 56′ 10″ E |        |
| 479 | Ville de Luang Prabang                                                                                         | Laos                 |                 | Culturel, (ii), (iv), (v) | 19° 53′ 20″ N, 102° 07′ 59″ E                               |        |
| 739 | Schokland et ses environs                                                                                      | Pays-Bas             | 1 306           | Culturel, (iii), (v) | 52° 38′ 20″ N, 5° 46′ 19″ E                                 |        |
| 722 | Rizières en terrasses des cordillères des Philippines                                                          | Philippines          |                 | Culturel, (iii), (iv), (v) | 16° 56′ 02″ N, 121° 08′ 13″ E                               |        |
| 723 | Paysage culturel de Sintra                                                                                     | Portugal             | 946             | Culturel, (ii), (iv), (v) | 38° 46′ 59″ N, 9° 25′ 01″ O                                 |        |
| 740 | Réserve de faune sauvage de l'Île de Gough                                                                     | Royaume-Uni          | 6 500           | Naturel, (vii), (x) Étendu en 2004 à l'île Inaccessible et renommé « Îles Gough et Inaccessible ».                                                                | 40° 19′ S, 9° 56′ O                                         |        |
| 728 | Vieille ville et Nouvelle ville d'Édimbourg                                                                    | Royaume-Uni          |                 | Culturel, (ii), (iv) | 55° 57′ 00″ N, 3° 13′ 01″ O                                 |        |
| 719 | Forêts vierges de Komi                                                                                         | Russie               | 3 280 000       | Naturel, (vii), (ix) | 65° 04′ 01″ N, 60° 09′ 00″ E                                |        |
| 731 | Ville hanséatique de Visby                                                                                     | Suède                |                 | Culturel, (iv), (v) | 57° 37′ 59″ N, 18° 16′ 59″ E                                |        |
| 732 | Kutná Hora : le centre historique de la ville avec l'église Sainte-Barbe et la cathédrale Notre-Dame de Sedlec | Tchéquie             | 62,44           | Culturel, (ii), (iv) | 49° 56′ 42″ N, 15° 15′ 50″ E 49° 57′ 58″ N, 15° 17′ 38″ E   |        |
| 747 | Quartier historique de la ville de Colonia del Sacramento                                                      | Uruguay              | 19              | Culturel, (iv) | 34° 28′ 05″ S, 57° 51′ 11″ O                                |        |

### Modification
Le bien suivant, inscrit lors d'une session précédente, est significativement modifié.
| Id. | Bien                      | Pays      | Critères et notes | Coordonnées   | Illus. |
| --- | ------------------------- | --------- | --- | ------------- | ------ |
| 167 | Région des lacs Willandra | Australie | Mixte, (iii), (viii) Inscrit en 1981, la superficie du bien est réduite de 30% afin d'en permettre une meilleure gestion | 34° S, 143° E |        |

### Patrimoine en péril
Le comité approuve l'inscription d'un bien sur la liste du patrimoine mondial en péril.
| Id. | Bien                         | Pays       | Critères et notes | Coordonnées                   | Illus. |
| --- | ---------------------------- | ---------- | --- | ----------------------------- | ------ |
| 28  | Parc national de Yellowstone | États-Unis | Naturel, (vii), (viii), (ix), (x) Inscrit en 1979, le bien est classé en péril à cause de la possibilité d'une activité minière adjacente au parc ; il le reste jusqu'en 2003. | 44° 27′ 40″ N, 110° 49′ 41″ O |        |

### Propositions différées
Le comité décide de différer l'examen de deux biens (une inscription et une extension potentielles).
| Id. | Bien                   | Pays                | Critères et notes | Coordonnées                 | Illus. |
| --- | ---------------------- | ------------------- | --- | --------------------------- | ------ |
| 1   | Îles Galápagos         | Équateur            | Naturel, (vii), (viii), (ix), (x) Les îles Galápagos sont inscrites en 1978 ; l'extension aurait dû concerner la réserve marine des Galápagos, déjà différée lors de la session précédente. Celle-ci est finalement incluse dans le bien en 2001.    | 0° 40′ 01″ S, 90° 33′ 00″ O |        |
| 692 | Parc national d'Odzala | République du Congo | Naturel, (ix), (x) Inscription différé, le comité n'ayant pas réussi à déterminer si le site avait une importance nationale ou universelle exceptionnelle. Le bien est finalement inscrit en 2023, sous le nom « Massif Forestier d'Odzala-Kokoua ». | 0° 48′ 00″ N, 14° 55′ 59″ E |        |

### Proposition rejetée
Le Comité rejette l'inscription d'un bien, qu'il n'estime pas correspondre aux critères de la liste du patrimoine mondial.
| Bien                          | Pays                | Notes | Coordonnées                 | Illus. |
| ----------------------------- | ------------------- | --- | --------------------------- | ------ |
| Réserve de faune de Conkouati | République du Congo | Le comité estime que le bien proposé possède une importance nationale, mais pas universelle ; il constate également qu'il s'est dégradé au cours de la décennie précédente. Le pays replace le site sur sa liste indicative en 2008. | 3° 54′ 18″ S, 11° 28′ 12″ E |        |